# MP3
MP3 — формат файлу для зберігання аудіоінформації. Розроблений наприкінці 1980-тих років Карлгайнцем Бранденбургом, аспірантом Університету Ерлангена—Нюрнберга, Німеччина. Формат був ліцензованим, але 23 квітня 2017 року термін дії всіх патентів сплив і ліцензійні збори скасовано. Широко використовується в файлообмінних мережах для передачі музичних творів. Базується на теоремі Котельникова-Шеннона. Є форматом стиснення з втратами, тобто частина звукової інформації, яку вухо людини майже не сприймає, безповоротно видаляється з запису. Розробка цього формату була пов'язана з тим, що файл формату Audio-CD — дуже великий за розміром (1 хвилина ~ 10-15 Мб інформації), і для пересилання в інтернеті був дуже незручним. Тому треба було зменшити розмір файла та зберегти якість звучання.

## Історія
MP3 розроблений робочою групою інституту Фраунгофера MPEG (англ. Motion Pictures Expert Group — група експертів в галузі кінематографу), на чолі з Карлгайнцом Бранденбургом. Основою розробки MP3 став експериментальний кодек ASPEC (Adaptive Spectral Perceptual Entropy Coding). Першим кодувальником у формат MP3 стала програма L3Enc, випущена влітку 1994 року. Через один рік з'явився перший програмний MP3-плеєр — Winplay3.
При розробці алгоритму тести проводилися на цілком конкретних популярних композиціях. Основною піддослідною стала пісня Сюзани Веги — Tom's Dinner. Звідси виник жарт, що «MP3 був створений виключно заради комфортного прослуховування улюбленої пісні Бранденбурга».

## Опис формату
У цьому форматі звуки кодуються частотним чином (без дискретних партій); є підтримка стерео. MP3 є форматом стиснення з втратами, тобто частина звукової інформації, яку (згідно з психоакустичною моделлю) вухо людини сприйняти не може або сприймається не всіма людьми, знищується. Ступінь стиснення можна варіювати, зокрема в межах одного файлу. Інтервал можливих значень бітрейту становить 8 — 320 кбіт/c. Для порівняння, потік даних із звичайного компакт-диска формату AUDIO-CD дорівнює 1411,2 кбіт/c при частоті дискретизації 44100 Гц.

## MP3 і «якість AUDIO-CD»
Поширена думка, що запис з бітрейтом 128 кбіт/c підходить для музичних творів, призначених для прослуховування більшістю людей, забезпечуючи якість звучання AUDIO-CD. Насправді все набагато складніше. По-перше, якість отриманого MP3 залежить не тільки від бітрейту, але і від кодуючої програми (кодеку). По-друге, крім превалюючого режиму CBR (у якому, простіше кажучи, кожна секунда аудіо кодується однаковим числом бітів) існують режими ABR і VBR (у яких бітрейт варіюється, забезпечуючи вищу якість звучання). По-третє, межа 128 кбіт/c є умовною, оскільки її було «винайдено» в епоху становлення формату, коли на неякісних аудіокартах і колонках було практично неможливо відрізнити MP3 від оригіналу.
У наш час вважається, що звучання, яке годі відрізнити від оригінального (при правильно вибраному і налаштованому кодеку) як правило можна досягти при бітрейті від 160 кбіт/c і вище — залежно від початкового аудіофайлу, слухача і його аудіосистеми. Деякі аудіофіли вважають за найкраще стискати музику з «максимальною якістю» — 320 кбіт/c. Проте існують семпли (фрагменти аудіозапису), які не піддаються якісному стисненню з втратами: на всіх можливих бітрейтах не складає особливих труднощів відрізнити стиснене аудіо від оригіналу.

## Режими кодування та опції
Існує три версії MP3 кодека для різних потреб: MPEG-1, MPEG-2 і MPEG-2.5. Відрізняються вони можливими діапазонами бітрейту і частоти дискретизації:
- 32 — 320 кбіт/c при частотах дискретизації 32000 Гц, 44100 Гц і 48000 Гц для MPEG-1 Layer 3;
- 8 — 160 кбіт/c при частотах дискретизації 16000 Гц, 22050 Гц і 24000 Гц для MPEG-2 Layer 3;
- 8 — 160 кбіт/c при частотах дискретизації 8000 Гц і 11025 Гц для MPEG-2.5 Layer 3.

## Режими управління кодуванням звукових каналів
Оскільки формат MP3 підтримує двоканальне кодування (стерео), існує 3 режими:
- Стерео — двоканальне кодування, при якому канали кодуються незалежно один від одного. Таким чином, заданий бітрейт ділиться на два канали. Наприклад, якщо заданий бітрейт 192 кбіт/c, то для кожного каналу він буде рівний тільки 96 кбіт/c.
- Моно — одноканальне кодування. Якщо закодувати двоканальний матеріал в цей спосіб, відмінності між каналами будуть повністю стерті, оскільки два канали змішуються в один, він кодується і він же відтворюється в обох каналах стереосистеми. Єдиним плюсом даного режиму може бути тільки вихідна якість в порівнянні з режимом Стерео при однаковому бітрейті, оскільки на один канал припадає удвічі більша кількість бітів, ніж в режимі Стерео. Але відмінностей між каналами ви не почуєте, оскільки канал тут тільки один.

- Об'єднане стерео (Joint Stereo) — оптимальний спосіб двоканального кодування, при якому лівий і правий канали перетворюють на їх суму і різницю. Для більшості звукових файлів канал з різницею виходить набагато тихішим за канал з сумою, тому на суму відводиться більша частина бітрейту. Таким чином, якість вихідного файлу разюче відрізняється в кращу сторону від режиму Стерео при однаковому бітрейті, особливо при низькому. Існує думка, що даний режим не підходить для звукового стереоматеріалу, в якому у двох каналах відтворюється суб'єктивно абсолютно різний матеріал, оскільки він стирає відмінності між каналами. Це помилкова думка, оскільки насправді MP3-кодек оперує частотами, а певні частоти в більшості випадків перетинаються в обох каналах, тобто ідентична інформація все ж таки присутня, а різна кодується окремо. Особливо ефективний цей спосіб двоканального кодування при використанні змінного бітрейту.

## CBR, VBR, ABR
CBR розшифровується як Constant Bit Rate, тобто Постійний Бітрейт, який задається користувачем і не змінюється при кодуванні твору, таким чином кожній секунді твору відповідає однакова кількість закодованих біт даних. Насправді даний режим кодування не є оптимальним, оскільки він не годиться для більшості динамічних музичних творів при бітрейті нижче 256 кбіт/c.
VBR розшифровується як Variable Bit Rate, тобто Бітрейт, що варіюється або Змінний Бітрейт, який динамічно змінюється програмою-кодером при кодуванні, в залежності від насиченості кодованого аудіоматеріалу і встановленої користувачем якості кодування. Цей метод MP3-кодування є найпрогресивнішим і досі розвивається і поліпшується, оскільки аудіоматеріал різної насиченості може бути закодований з певною якістю, яка звичайно вище, ніж при встановленні середнього значення в методі CBR. Плюс до того, розмір файлу зменшується за рахунок фрагментів, що не вимагають високого бітрейту. Єдиним мінусом даного методу кодування є повна неможливість передбачити розмір вихідного файлу.
ABR розшифровується як Average Bit Rate, тобто Усереднений Бітрейт, який є гібридом VBR і CBR: бітрейт в кбіт/c задається користувачем, а програма варіює його, постійно підганяючи під заданий бітрейт. Таким чином, кодер не може задати максимально і мінімально можливі значення бітрейту, оскільки ризикує не вписатися в заданий користувачем бітрейт. Це є явним мінусом даного методу, оскільки позначається на якості вихідного файлу, яка буде ненабагато краща, ніж при використанні CBR, але набагато гірше, ніж при використанні VBR. З іншого боку, цей метод дозволяє найгнучкіше задавати бітрейт (може бути будь-яким числом між 8 і 320, проти виключно кратних 16 чисел методу CBR) і обчислювати розмір вихідного файлу.

## Теги
Теги (англ. tag — ярлик, мітка, бірка) — мітки у межах Mp3-файла (на початку і в кінці). У них може бути записана інформація про авторство, альбом, році випуску і інша інформація про трек. У пізніших версіях тегів можливе зберігання обкладинок альбомів і тексти пісні. Існують різні версії тегів.
ID3 — формат метаданих. Найчастіше використовується разом з аудіоформатом MP3. Містить дані про назву треку, альбому, ім'я виконавця тощо. Ця інформація може використовуватись, наприклад, програвачами мультимедіа для відображення відомостей про трек чи автоматичного сортування. Назва «ID3» — це скорочення «Identify a MP3». Існує дві несумісних версії ID3: ID3v1 та ID3v2. Хоч ID3 розроблявся для MP3, розробникам немає перешкод вбудовувати його також і в інші формати.
ID3v1
Після створення формату MP3 виникла проблема зберігання метаданих. MP3 цього не реалізовував. У 1996 році Еріку Кемпу прийшла ідея як розв'язати цю проблему: додати маленький шматочок даних до файлу. Стандарт, тепер відомий як ID3v1 швидко став стандартом де-факто зберігання метаданих у MP3-файлі.
ID3v2
У відповідь на критику стандарту ID3v1 у 1998 році був розроблений стандарт ID3v2. Він мало схожий на першу версію.
Існує три версії ID3v2:
ID3v2.2 — перша публічна версія ID3v2. Використовує 3-символьний ідентифікатор кадру замість 4-символьного. Наприклад, TT2, а не TIT2. Тепер вважається застарілим.
ID3v2.3 має 4-символьні ідентифікатори кадру. Кадр може мати кілька значень, розділених символом «/». На даний час, це найпопулярніший стандарт.
ID3v2.4 — найновіша версія стандарту, представлена у листопаді 2000. Дозволяє зберігати текст у кодуванні UTF-8, замість UTF-16. Для розділення значень використовується нульовий байт, тому символ «/» можна вільно використовувати в тексті. Також додана можливість розміщати тег у кінці файлу, як у версії ID3v1.

## Переваги та недоліки
MP3 є лідером за поширеністю, але при цьому не є найкращим за технічними параметрами. Наприклад, існують формати, що дозволяють отримати порівнянну якість (суб'єктивно) при меншій щільності. Також у форматі MP3 відсутній режим кодування без втрат (англ. lossless), придатний для професіоналів. Для домашньої музичної колекції (коли нема потреби програвати композиції на музичному центрі або поширювати їх через інтернет) можна скористатися конкуруючими форматами.
MP3 непридатний для професійного використання музикантами вже через те, що дані стискаються з втратами, і при кожному редагуванні файлу якість погіршується. При цьому формат цілком підходить (з професійної точки зору) для розповсюдження демонстраційних композицій або інших способів «роздачі» своєї музики завдяки повсюдній поширеності програвачів.
Формат розвивається і зараз вже є формат MP3 Pro — більш вдосконалений, який підтримує технологію Dolby Surround.